# ECYD
ECYD (hiszp. Encuentros, Convicciones y Desiciones) – międzynarodowa katolicka organizacja, zrzeszająca młodzież, która zawiera przymierze z Chrystusem oraz pomiędzy sobą, aby budować nowy świat zgodnie z Ewangelią. Nastolatkowie ECYD przeżywają charyzmat Regnum Christi stosownie do swojego wieku.
ECYD zrzesza młodzież z wielu krajów świata, działa w Argentynie, Australii, Belgii, Brazylii, Kanadzie, Chile, Kolumbii, Salwadorze, Francji, Niemczech, Irlandii, Włoszech, Meksyku, Nowej Zelandii, Filipinach, Polsce, Hiszpanii, USA, Niemczech, Austrii, Wybrzeżu Kości Słoniowej.
W Polsce ECYD działa w Krakowie. Spotkania i wydarzenia odbywają się w Domu Apostołów. Oprócz tego ECYD organizuje weekendy rekolekcyjne i integracyjne, obozy letnie i zimowe oraz pielgrzymki.
ECYD ma 5 miłości, które są rozwijane na poszczególnych etapach:
- Etap pierwszy: dla osób w wieku 11-12 lat, miłość do Maryi;
- Etap drugi: dla osób w wieku 12-13 lat, miłość do Chrystusa;
- Etap trzeci: dla osób w wieku 13-14 lat, miłość do papieża i Kościoła;
- Etap czwarty: dla osób w wieku 14-15 lat, miłość do bliźniego i ECYD-u.

Formacja w ECYD-zie opiera się na 5 elementach:
- życie duchowe,
- życie drużyny,
- formacja,
- apostolat,
- towarzyszenie.

Międzynarodowość ECYDu wyraża się przede wszystkim w spotkaniach międzynarodowych dla odpowiedzialnych ECYDu (czyli nastoletnich animatorów grup), konwencjach, pielgrzymkach, misjach i turniejach sportowych organizowanych zagranicą lub też w krakowskiej siedzibie.
Historia ECYD-u jest powiązana z historią Legionu Chrystusa i jego kontrowersji oraz zbrodni założyciela. Jednak pozostała wtedy osobną organizacją, a obecnie wraz z całym Regnum Christi przechodzi odnowę. Jednym z owoców tej odnowy są nowo wydane w 2016 Statuty ECYD-u. W 2021 roku ECYD świętował swoje 50-lecie. Z tej okazji został wydany esej o charyzmacie i misji ECYD-u.

## Kontrowersje
Część społeczności katolickiej, zwłaszcza w USA, gdzie Regnum Christi i ECYD (ten ostatni jako ConQuest Clubs dla chłopców i Challenge Clubs dla dziewcząt) są szczególnie aktywne, zarzuca Regnum Christi i związanemu z nim ECYD zbyt agresywną rekrutację oraz pewne cechy typowe dla sekt.